# Eibar
Eibar (spanska: Éibar) är en stad och kommun i provinsen Gipuzkoa i den autonoma regionen Baskien i norra Spanien. Staden ligger cirka 42 kilometer sydväst om San Sebastián. Kommunen har 27 362 invånare (2024), på en yta av 24,78 km². Eibar gränsar till kommunerna Markina-Xemein, Mallabia, Ermua, Zaldibar, Elgeta, Bergara, Soraluze-Placencia de las Armas och Elgoibar.
Eibar är en industristad känd för sitt fotbollslag SD Eibar som spelar i Segunda División.